# August Grün

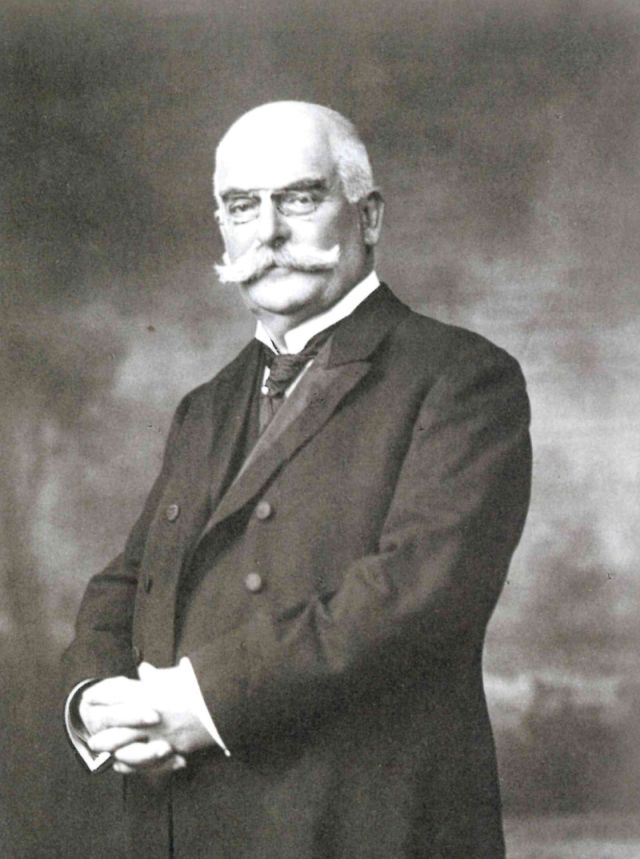
August Grün

August Grün (* 10. Juni 1847 in Steinbach bei Schwäbisch Hall; † 15. März 1915) war ein deutscher Brückenbau-Ingenieur.

## Leben
Nach Latein- und Oberrealschule absolvierte er 1865–1868 ein Ingenieurstudium am Polytechnikum Stuttgart. 1869 begann er beim damals führenden Brückenbaubetrieb Gebrüder Benckiser in Pforzheim. Bis 1871 nahm er am Deutsch-Französischen Krieg teil. Er wurde Bauleiter bei zahlreichen Projekten und war in Deutschland einer der Ersten, der in den 1870er Jahren die Senkkastentechnik einsetzte.

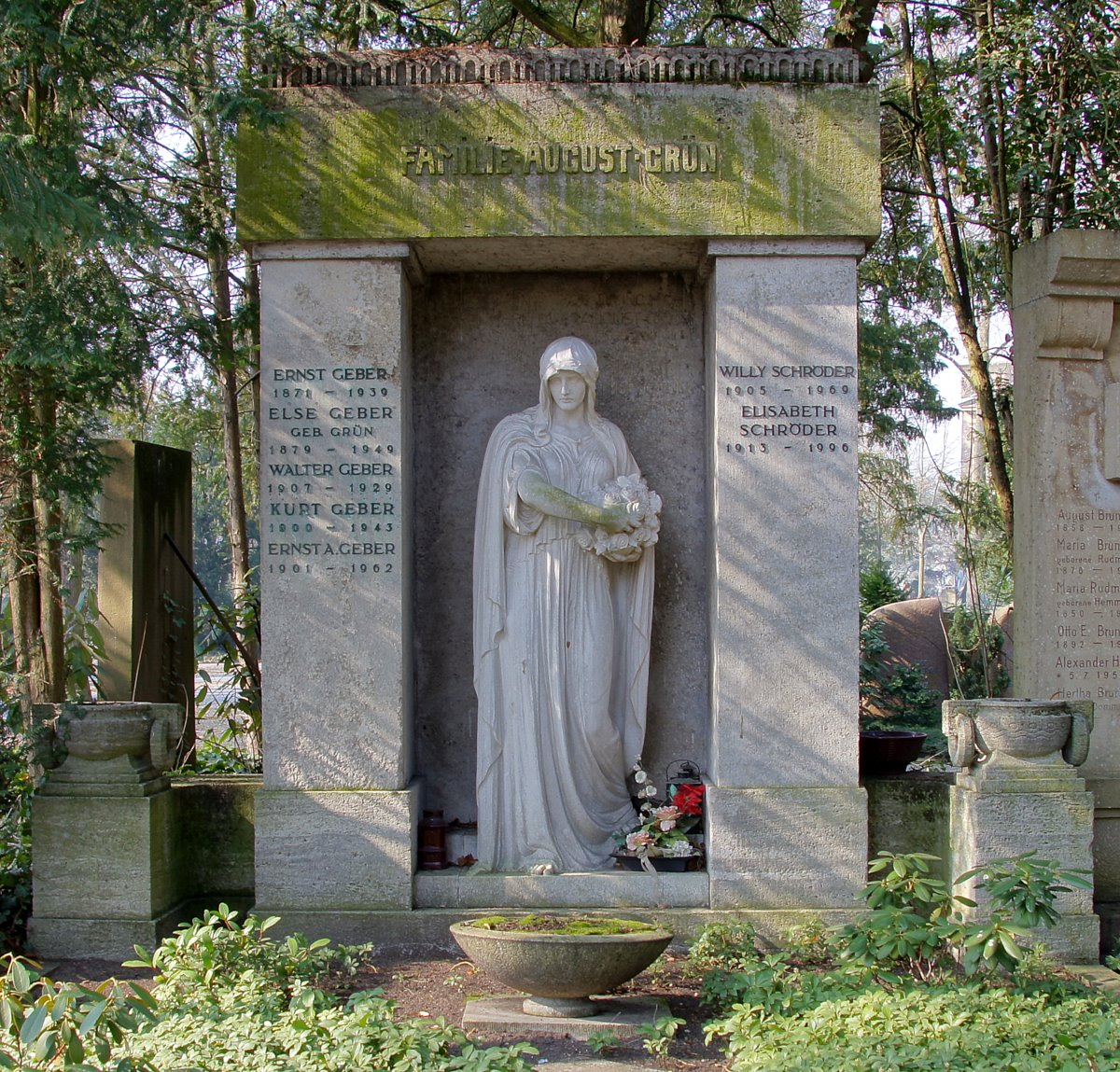
Grab der Familie Grün in Mannheim

Zwischen 1883 und 1886 begann die Zusammenarbeit mit August Bernatz in Mannheim. Im März 1886 gründeten beide gemeinsam das Bauunternehmen Bernatz & Grün, aus dem Bernatz 1892 ausschied, wonach Grün als neuen Teilhaber Paul Bilfinger aufnahm. Das Bauunternehmen Grün & Bilfinger wurde 1906 in eine Aktiengesellschaft umgewandelt, Grün wurde Vorsitzender des Aufsichtsrats.
Für seine Ingenieurleistungen im Brückenbau erhielt er 1891 durch Großherzog Friedrich I. von Baden den Orden vom Zähringer Löwen, Ritterkreuz 1. Klasse. 1910 wurde August Grün die Ehrendoktorwürde der Technischen Hochschule Darmstadt für „vorbildliche Arbeiten auf den Gebieten des Massiv-Brückenbaues, des Eisenbetonbaues und der Gründungen“ verliehen.
Verheiratet war Grün mit Elise geb. Brehm (1854–1915). Das Grabmal der Familie auf dem Mannheimer Hauptfriedhof ist eine blockhafte Ädikula aus Muschelkalk. In der Nische ist eine schreitende, barfüßige, trauernde Marmorfigur in Überlebensgröße, die Rosen streut.